# Lesley Gore
Lesley Sue Gore (New York, 2 mei 1946 – aldaar, 16 februari 2015) was een Amerikaanse zangeres en songwriter.

## Levensloop
Gore werd geboren als Lesley Sue Goldstein. De familie wijzigde de achternaam kort na haar geboorte in Gore. Op haar 16e had ze haar eerste hit met het liedje It's my Party (1 in de Billboard Hot 100). Latere hits waren Judy's Turn to Cry, That’s the Way Boys Are, She’s a Fool, Maybe I Know, Sunshine, Lollipops and Rainbows en You Don’t Own Me (2 in de Billboard Hot 100). In plaats van in te gaan op de platencontracten en aanbiedingen voor films, verkoos ze een opleiding. Hierdoor kon ze alleen in de weekenden optreden, hetgeen een rem op haar carrière betekende.
Voor de muziekfilm Fame schreef zij samen met haar broer Michael Out Here On My Own. Later schreven zij My Secret Love voor de film Grace Of My Heart (1996).
In 2005, bij het uitbrengen van een nieuwe cd Ever Since na 30 jaar, kwam Gore ervoor uit lesbisch te zijn. Verder liet ze weten dat ze daar pas achter kwam na haar twintigste en dat ze er toen nooit over gedacht heeft dit in de openbaarheid te brengen. 
In februari 2015 overleed Gore in een ziekenhuis in Manhattan op 68-jarige leeftijd aan longkanker.